# Stomglotrema vicarium
Stomglotrema vicarium är en plattmaskart. Stomglotrema vicarium ingår i släktet Stomglotrema och familjen Stomylotrematidae. Inga underarter finns listade i Catalogue of Life.